# A pelo (programa de televisión)
A pelo (en catalán A pèl) fue un programa de la productora El Terrat que ha sido emitido en España por TV3 y La Sexta. El formato se basa en la improvisación de dos presentadores que, sentados en un sofá, hablan sin guion, "a pelo", sobre temas cotidianos. El público podía intervenir siempre que quisiera y en cada programa se entrevistaba a un invitado. El programa surgió como una adaptación del programa Baddiel & Skinner Unplanned, un formato británico presentado por David Baddiel y Frank Skinner, y emitido por primera vez en 2000.

## A pèl (TV3)
La primera versión del programa fue en catalán. Se llamaba A pèl y se emitió en 2002 en TV3, televisión autonómica de Cataluña. Los presentadores eran los actores José Corbacho y Santi Millán, exintegrantes de la compañía teatral La Cubana y colaboradores asiduos de El Terrat. En esta primera temporada el programa se emitía siempre desde el mismo escenario.
Posteriormente el programa se reconvirtió en A pèl tour, ya que cada semana se emitía desde una localidad distinta de Cataluña. Con este formató se emitió los veranos de 2002, 2003 y 2004. El último programa se emitió el 14 de julio de 2004 en directo desde el auditorio del Fórum Universal de las Culturas de Barcelona.

## A pelo (La Sexta)
La Sexta (cadena de la que es accionista la productora El Terrat) recuperó el formato el verano de 2006 para emitirlo a nivel nacional con el nombre de A pelo. En esta nueva etapa los presentadores son los cómicos de La hora chanante Joaquín Reyes y Raúl Cimas, con la colaboración de Carlos Areces y Ernesto Sevilla. Entre los invitados que han pasado por el programa están Enrique San Francisco, Alfredo Urdaci, Rosa o Andreu Buenafuente, presidente de El Terrat. El 11 de abril de 2007 se despidió de antena. Cabe mencionar que Joaquín Reyes, en su libro “Ellos mismos” menciona que en realidad el programa estaba guionizado de principio a fin.